# Pomelia
Pomelia is een geslacht van sponsdieren uit de klasse van de Demospongiae (gewone sponzen). 

## Soorten
- Pomelia schmidti Zittel, 1878